# Grand Prix Hassan II 2017
Il Grand Prix Hassan II 2017 è stato un torneo di tennis giocato sulla terra rossa. È stata la 33ª edizione del Grand Prix Hassan II, che fa parte della categoria ATP Tour 250 nell'ambito dell'ATP World Tour 2017. Si è giocato presso il Royal Tennis Club de Marrakech di Marrakech, in Marocco, dal 10 al 16 aprile 2017.

## Partecipanti

### Teste di serie
| Nazionalità | Giocatore             | Ranking* | Testa di serie |
| ----------- | --------------------- | -------- | -------------- |
| Bulgaria    | Grigor Dimitrov       | 12       | 1              |
| Germania    | Albert Ramos Viñolas  | 24       | 2              |
| Germania    | Philipp Kohlschreiber | 32       | 3              |
| Germania    | Miša Zverev           | 33       | 4              |
| Italia      | Paolo Lorenzi         | 38       | 5              |
| Francia     | Benoît Paire          | 40       | 6              |
| Argentina   | Diego Schwartzman     | 41       | 7              |
| Spagna      | Marcel Granollers     | 45       | 8              |

* Ranking al 3 aprile 2017.

### Altri partecipanti
I seguenti giocatori hanno ricevuto una wild card per il tabellone principale:
- Amine Ahouda
- Grigor Dimitrov
- Reda El Amrani

Il seguente giocatore è entrato in tabellone con il ranking protetto:
- Tommy Robredo

I seguenti giocatori sono entrati nel tabellone principale passando dalle qualificazioni:

- Tarō Daniel
- Laslo Đere
- Gianluigi Quinzi
- Serhij Stachovs'kyj

Il seguente giocatore è entrato in tabellone come lucky loser:
- Luca Vanni

## Campioni

### Singolare maschile
Borna Ćorić ha sconfitto in finale  Philipp Kohlschreiber con il punteggio di 5-7, 7–6(3), 7-5.
- È il primo titolo in carriera per Ćorić.

### Doppio maschile
Dominic Inglot /  Mate Pavić hanno sconfitto in finale  Marcel Granollers /  Marc López con il punteggio di 6-4, 2-6, [11-9].